# Linstownunneört
Linstownunneört (Corydalis linstowiana) är en vallmoväxtart som beskrevs av Friedrich Karl Georg Fedde. Enligt Catalogue of Life ingår Linstownunneört i släktet nunneörter och familjen vallmoväxter, men enligt Dyntaxa är tillhörigheten istället släktet nunneörter och familjen vallmoväxter. Arten förekommer tillfälligt i Sverige, men reproducerar sig inte. Inga underarter finns listade i Catalogue of Life.

## Bildgalleri

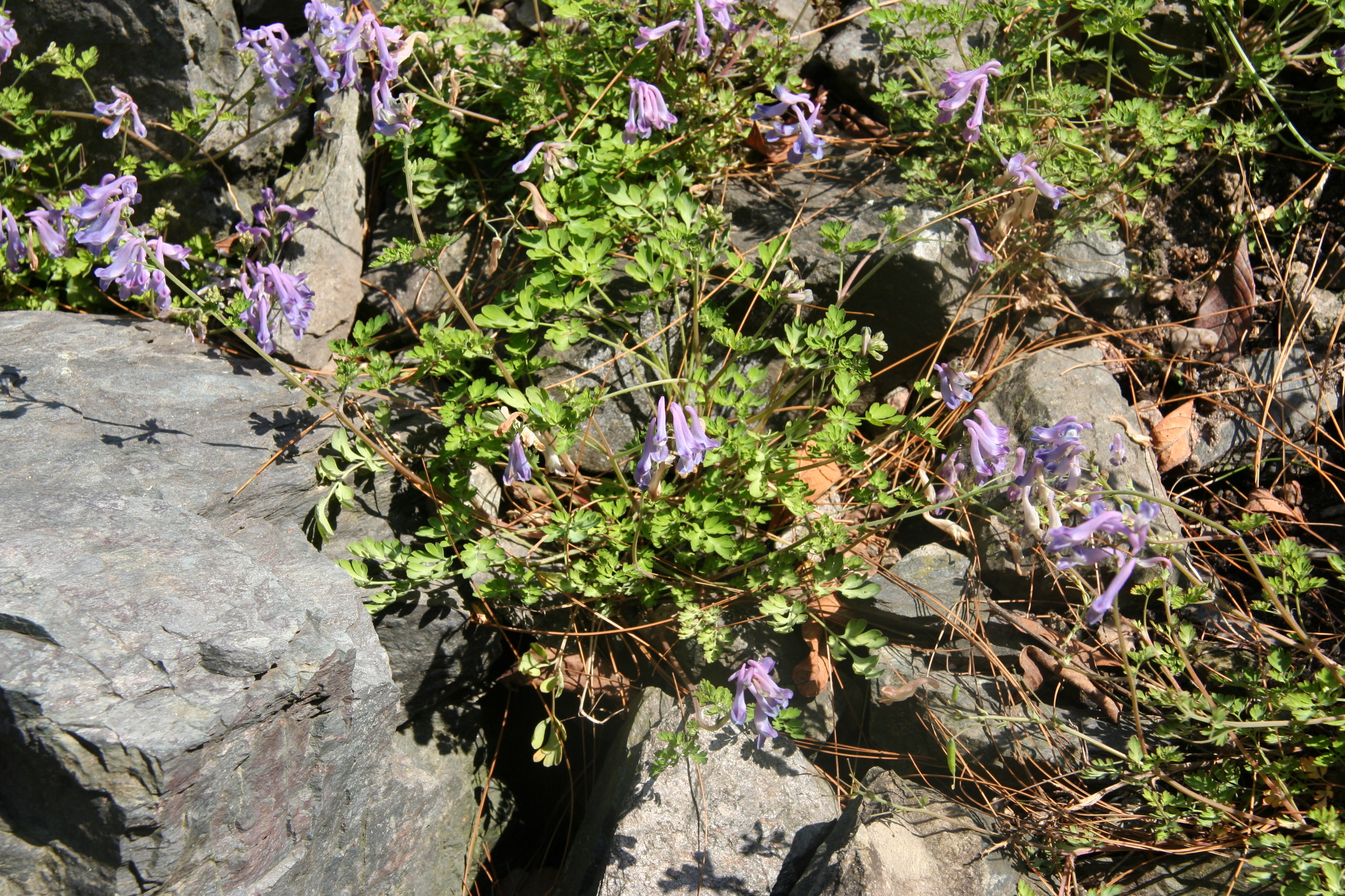
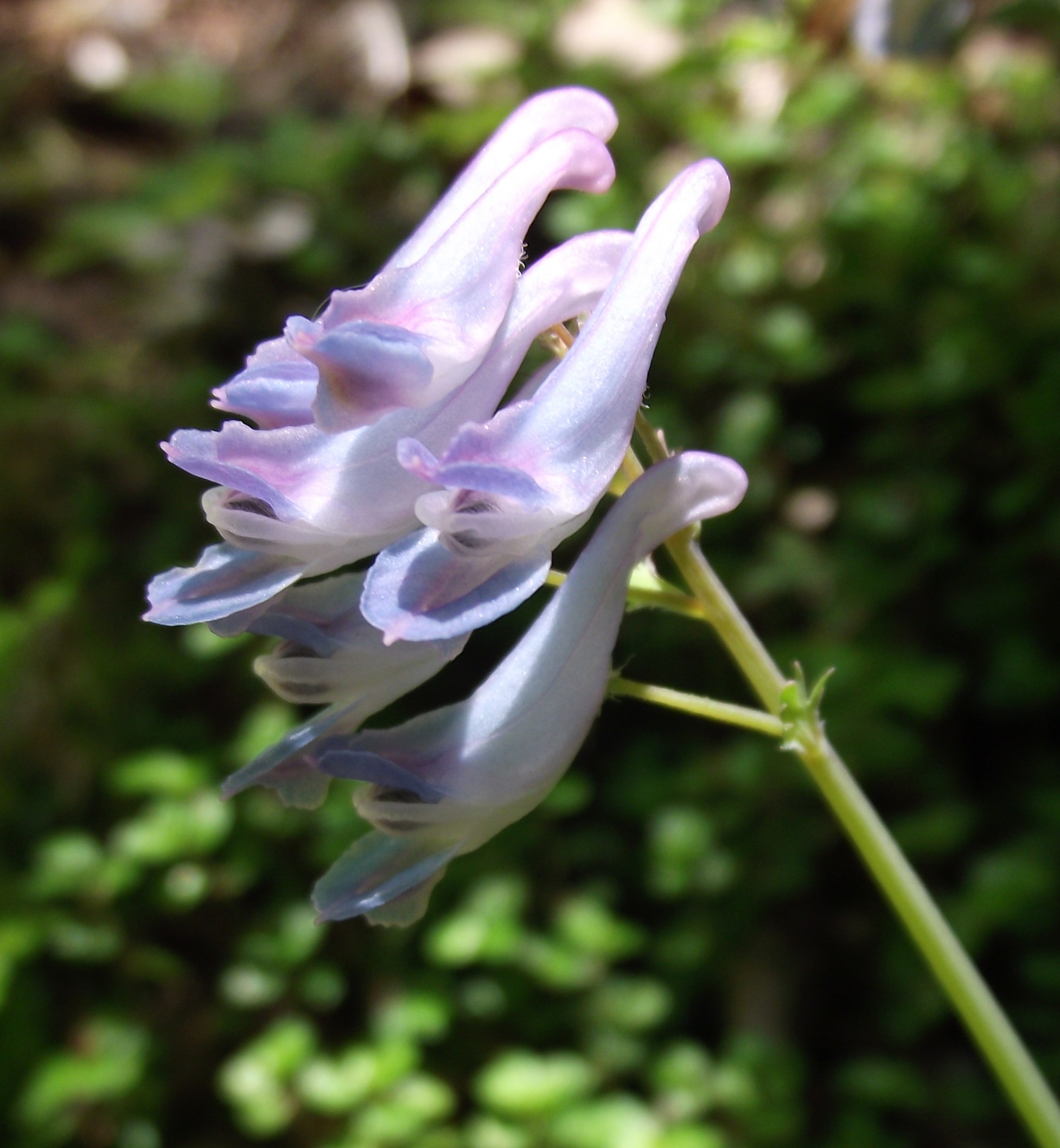